# Éric Prodon
Éric Prodon (Parijs, 27 juni 1981) is een voormalig Franse tennisspeler. Hij heeft geen ATP-toernooi gewonnen; wel deed hij al mee aan verscheidene grandslamtoernooien. Hij heeft zeven challengers in het enkelspel en één challenger in het dubbelspel op zijn naam staan.

## Palmares

### Palmares enkelspel
| Nr.                  | Datum            | Toernooi    | Ondergrond | Tegenstander in finale   | Score          |
| -------------------- | ---------------- | ----------- | ---------- | ------------------------ | -------------- |
| Gewonnen challengers |                  |             |            |                          |                |
| 1.                   | 30 juli 2007     | Tampere     | Gravel     | Peter Luczak             | 64-7, 6-4, 6-4 |
| 2.                   | 14 januari 2008  | Miami       | Gravel     | Adrián Menéndez Maceiras | 6-4, 6-4       |
| 3.                   | 26 juli 2010     | Tampere     | Gravel     | Leonardo Tavares         | 6-4, 6-4       |
| 4.                   | 6 september 2010 | Brașov      | Gravel     | Jaroslav Pospíšil        | 7-61, 6-3      |
| 5.                   | 24 januari 2011  | Bucaramanga | Gravel     | Fernando Romboli         | 6-3, 4-6, 6-1  |
| 6.                   | 11 juli 2011     | Sopot       | Gravel     | Nikola Ćirić             | 6-1, 6-3       |
| 7.                   | 25 juli 2011     | Tampere     | Gravel     | Augustin Gensse          | 6-1, 3-6, 6-2  |

### Palmares dubbelspel
| Nr.                              | Datum            | Toernooi | Ondergrond | Partner         | Tegenstanders in finale               | Score     |
| -------------------------------- | ---------------- | -------- | ---------- | --------------- | ------------------------------------- | --------- |
| Gewonnen challengers herendubbel |                  |          |            |                 |                                       |           |
| 1.                               | 16 februari 2009 | Tanger   | Hardcourt  | Augustin Gensse | Giancarlo Petrazzuolo Simone Vagnozzi | 6-1, 7-63 |

## Prestatietabellen
| Legenda | Legenda                          |
| ------- | -------------------------------- |
| g.t.    | geen toernooi gehouden           |
| l.c.    | lagere categorie                 |
| –       | niet deelgenomen                 |
| G       | uitgeschakeld in de groepsfase   |
| 1R      | uitgeschakeld in de eerste ronde |
| 2R      | uitgeschakeld in de tweede ronde |
| 3R      | uitgeschakeld in de derde ronde  |
| 4R      | uitgeschakeld in de vierde ronde |
| KF      | uitgeschakeld in de kwartfinale  |
| HF      | uitgeschakeld in de halve finale |
| F       | de finale verloren               |
| W       | het toernooi gewonnen            |
| w-v     | winst/verlies-balans             |

### Prestatietabel (Grand Slam) enkelspel
| Grandslamtoernooien   |     |      |     |      |     |        |
| Australian Open       | –   | –    | –   | –    | 1R  | 0-1    |
| Roland Garros         | 1R  | 1R   | 1R  | 1R   | 1R  | 0-5    |
| Wimbledon             | –   | –    | –   | –    | –   | 0-0    |
| US Open               | –   | –    | –   | 1R   | –   | 0-1    |
| Winst-verlies         | 0–1 | 0–1  | 0-1 | 0-2  | 0–2 | 0-7    |
| ATP World Tour Finals |     |      |     |      |     |        |
| ATP World Tour Finals | –   | –    | –   | –    | –   | 0-0    |
| Olympische Spelen     |     |      |     |      |     |        |
| Olympische Spelen     | –   | g.t. | –   | g.t. | –   | 0-0    |
| Statistieken          |     |      |     |      |     |        |
| Totaal aantal titels  | 0   | 0    | 0   | 0    | 0   | 5      |
| Totaal winst-verlies  | 0-1 | 0-1  | 0-4 | 0-3  | 0-7 | 1-19   |
| Eindejaarsranking     | 294 | 240  | 170 | 97   | 286 | n.v.t. |

### Prestatietabel (Grand Slam) dubbelspel
| Grandslamtoernooien   |     |      |      |      |        |
| Australian Open       | –   | –    | –    | –    | 0-0    |
| Roland Garros         | 1R  | 1R   | 1R   | 1R   | 0-4    |
| Wimbledon             | –   | –    | –    | –    | 0-0    |
| US Open               | –   | –    | –    | –    | 0-0    |
| Winst-verlies         | 0–1 | 0–1  | 0-1  | 0-1  | 0-4    |
| ATP World Tour Finals |     |      |      |      |        |
| ATP World Tour Finals | –   | –    | –    | –    | 0-0    |
| Olympische Spelen     |     |      |      |      |        |
| Olympische Spelen     | –   | g.t. | –    | g.t. | 0-0    |
| Statistieken          |     |      |      |      |        |
| Totaal aantal titels  | 0   | 0    | 0    | 0    | 0      |
| Eindejaarsranking     | 653 | 1314 | 1052 | 1207 | n.v.t. |